# 岡部真子
岡部 真子（おかべ まこ、1995年5月1日 - ）は日本の元女性ファッションモデル。元イトーカンパニー所属。静岡県出身。

## 来歴
2008年、ファッション雑誌「ニコモ」（新潮社）の第12回モデルオーディションで9822人の応募者の中からグランプリに選ばれる。同年10月号より専属モデル（ニコモ）として出演。2012年3月28日に開催された「nicola東京開放日2012」をもってニコラを卒業した。
2013年1月31日、芸能界の引退をオフィシャルブログで発表した。

## 人物
- 趣味・特技はドリマトーン、英語。英語は3歳のときからやっている[2]。
- 黒猫のグッズが好きで、集めている[2]。
- 一人っ子[2]。
- 「真子」という名前は、姓名判断師に幸せになる名前をみてもらって決まった。他の候補に「愛」などがあった[2]。
- 一番好きな時間はメル（ペットのミニウサギ）と遊んでいるとき[2]。
- 好きなタイプは相談に本気でのってくれる優しい人[2]。
- 中学での部活はバスケット部[2]。
- 自分の性格は負けず嫌いののんびり屋[2]。
- 好きな女優は蒼井優、成海璃子[2]。
- 猫アレルギー。

## 出演

### 雑誌
- ニコラ（新潮社、2008年10月号 - 2012年5月号） - 専属モデル
- De-View（オリコン・エンタテインメント、2009年7月号）
- ちゃお（小学館）

### テレビ
- からくり侍 セッシャー1 第9話（2011年9月4日） - 本人 役

### ネット配信
- nicola©（goomo） - 不定期出演
- YouTube「イトーカンパニーチャンネル」

## 関連書籍
- STUDIO VOICE別冊 『LOVE☆GIRLS 2009年!注目の美少女50』 INFASパブリケーションズ 2008年。ISBN 978-4-900785-74-8